# Pałac Lubomirskich w Warszawie
Pałac Lubomirskich – pałac znajdujący się przy placu Żelaznej Bramy 10 w Warszawie.

## Historia

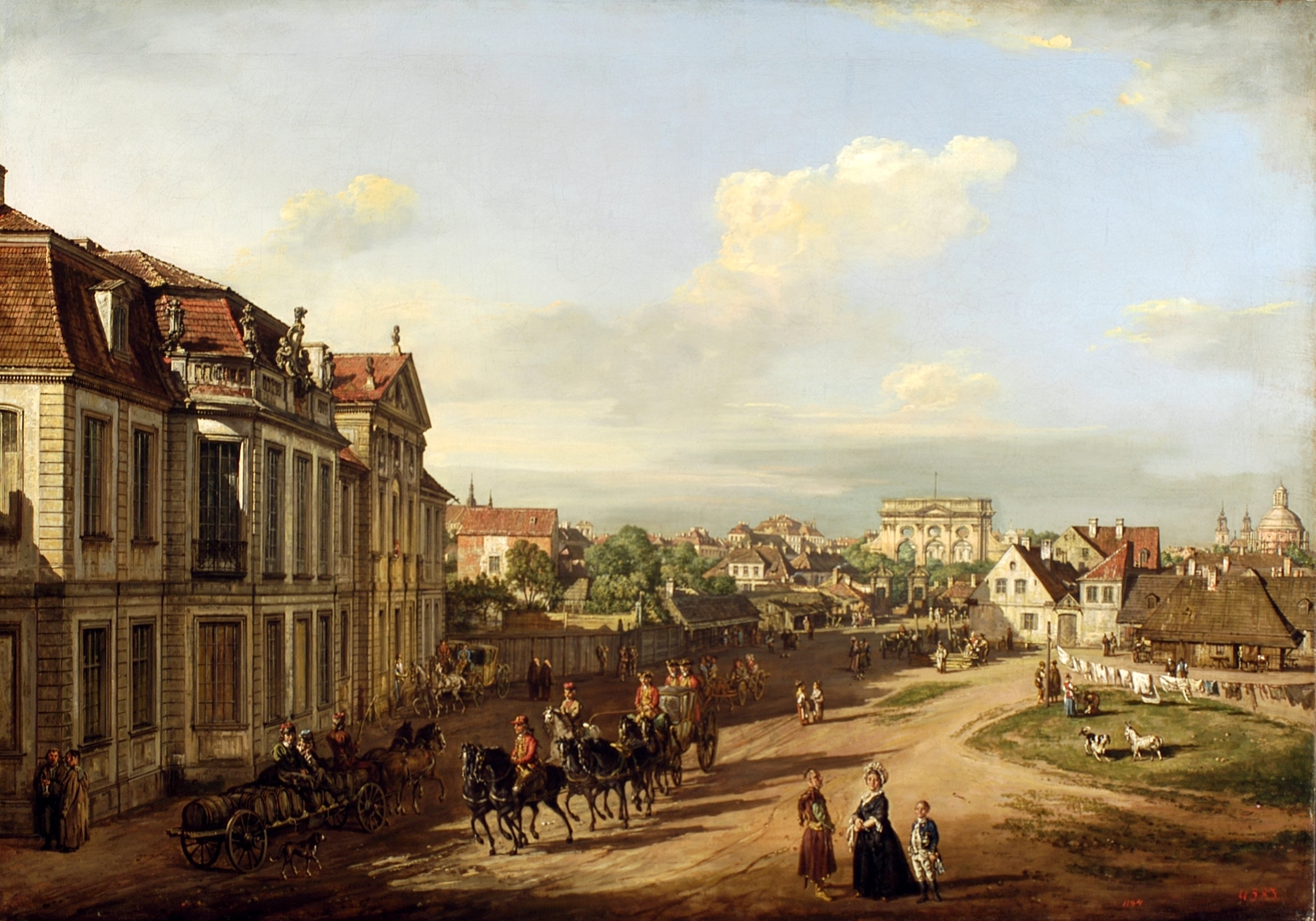
Barokowy pałac w XVIII w. na weducie Bernardo Bellotto

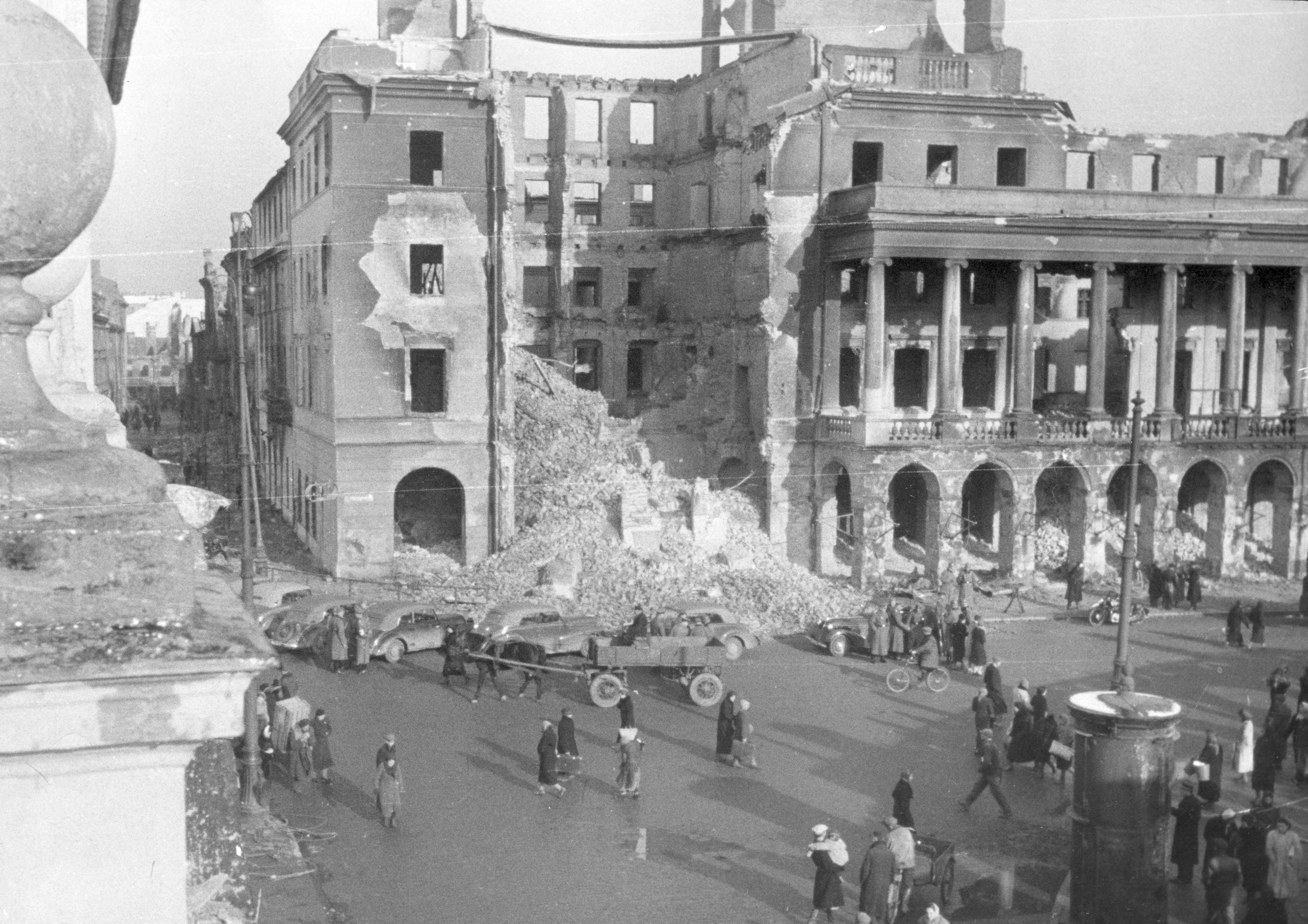
Pałac w październiku 1939

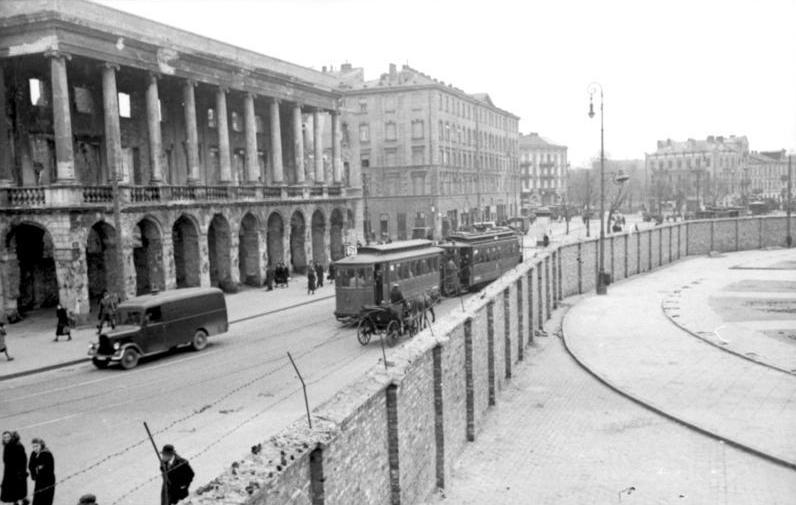
Plac Żelaznej Bramy między murem getta i pałacem Lubomirskich widziany od strony Hal Mirowskich w maju 1941

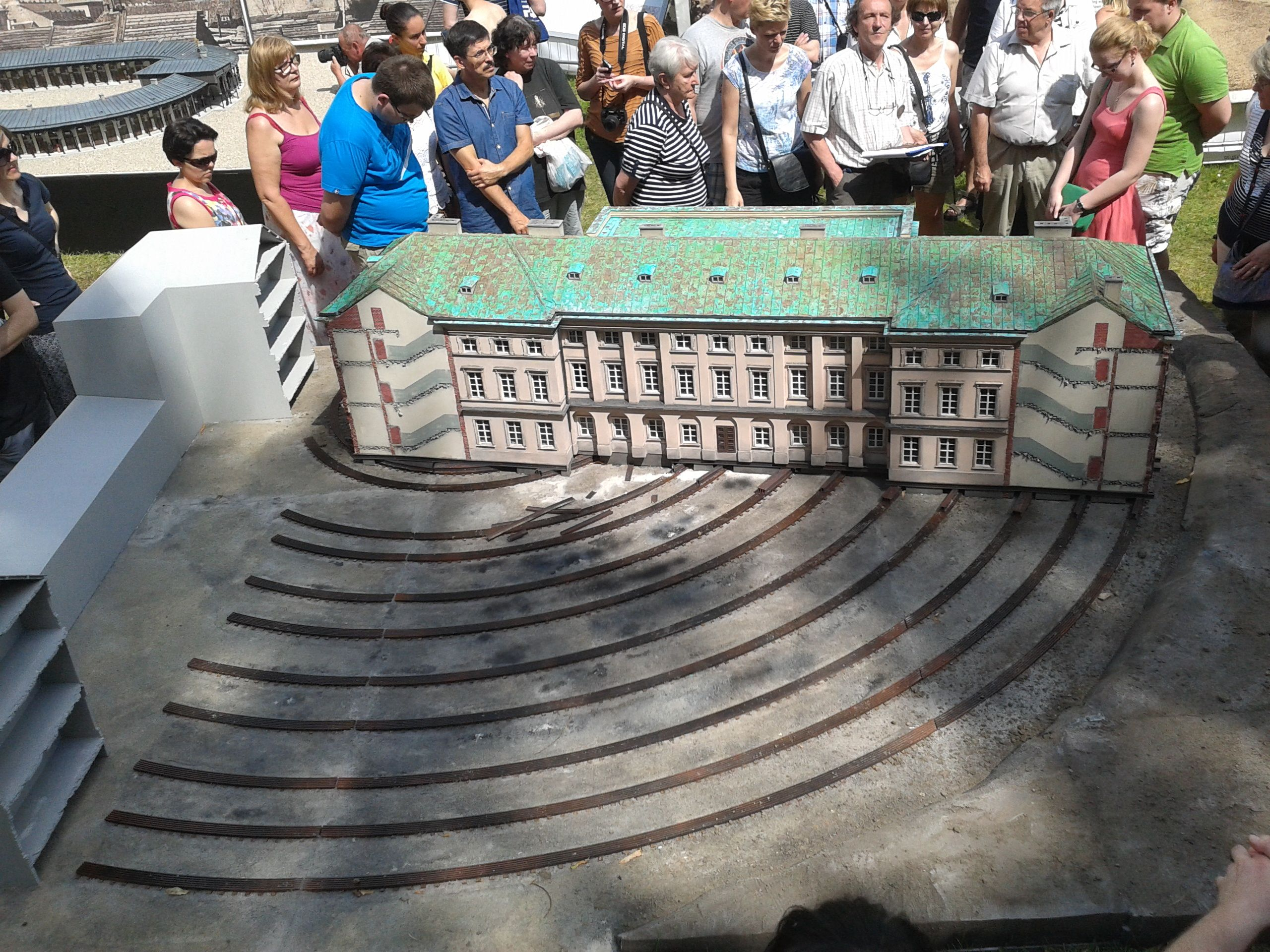
Miniatura Pałacu Lubomirskich w Parku Miniatur Województwa Mazowieckiego, przedstawiająca operację przesuwania budynku

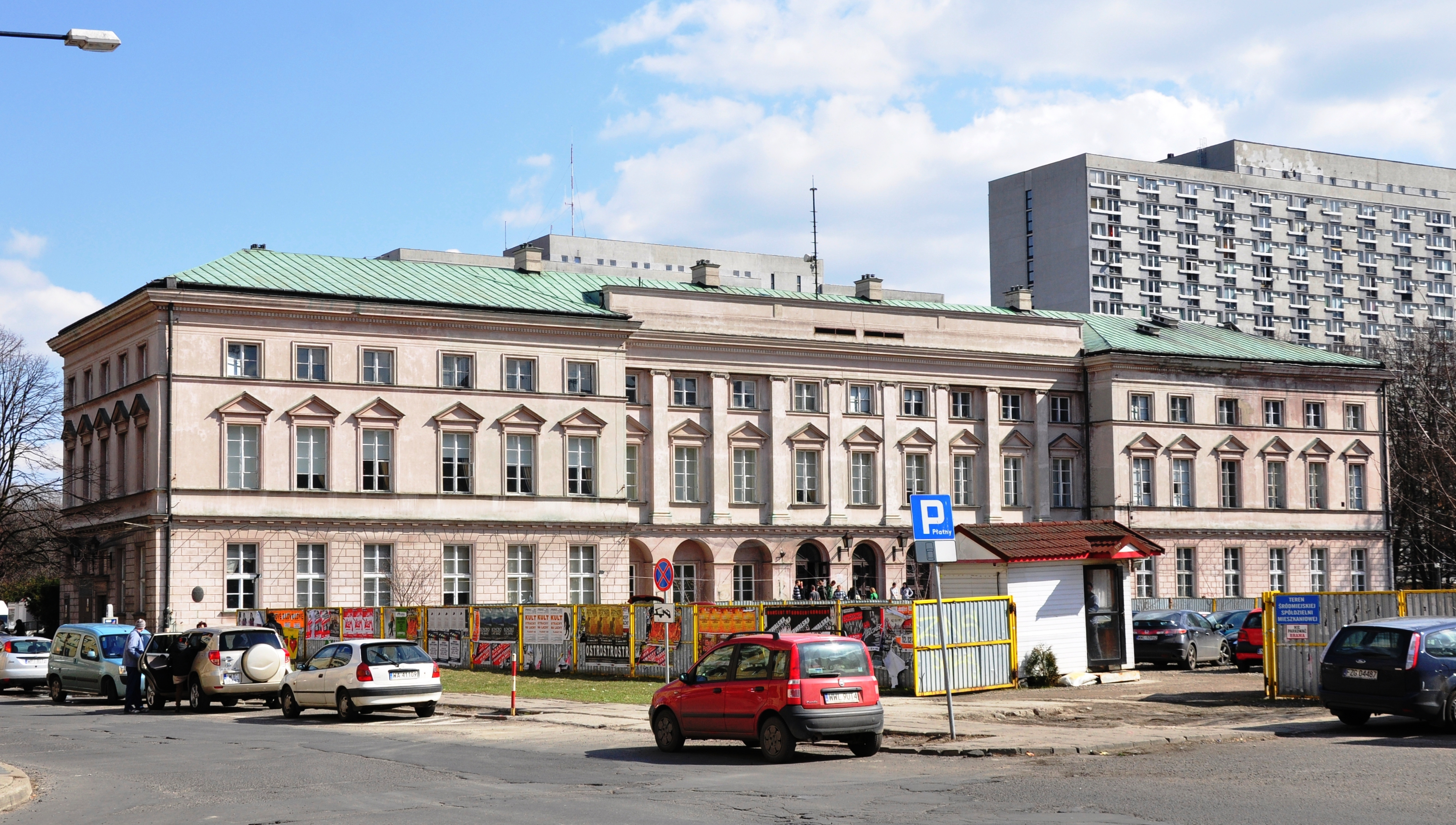
Elewacja zachodnia pałacu

W XVIII wieku rodzina Radziwiłłów kupiła północne tereny podwarszawskiego miasteczka Wielopole. Przed 1712 wybudowała tam swoją posiadłość. W 1730 r. pałac należał już do architekta Jana Zygmunta Deybla. W 1760 w pałacu zaczęła się przebudowa w stylu późnobarokowym, lecz nie została zakończona. Pracami remontowymi kierował Jakub Fontana.
W 1790 r. nieruchomość kupił Aleksander Lubomirski. W latach 1791–1793 pałac przebudowano w stylu klasycystycznym według projektu Jakuba Hempla. Między innymi została dodana kolumnada, składająca się z 10 potężnych kolumn oraz piętrowe oficyny od podwórza i piętro w korpusie głównym. W latach 90. XVIII wieku w pałacu mieszkała m.in. Rozalia Lubomirska, żona Aleksandra Lubomirskiego, jedyna Polka ścięta na gilotynie w czasie Wielkiej Rewolucji Francuskiej.
W 1816 r. córka Aleksandra Lubomirskiego sprzedała pałac generałowi Izydorowi Krasińskiemu. W latach 1828–1834 pałac był własnością rządu Królestwa Polskiego mieszcząc urzędy i lazaret podczas powstania listopadowego. W 1834 r. posiadłość kupił finansista Abraham Simon Cohen. W tym okresie często przebudowywano pałac, aby mógł przynosić jak największe zyski. Umieszczono tu sklepy, stragany i małe mieszkania, a handlowy charakter budynku spotęgowało wybudowanie Gościnnego Dworu, w 1841 roku. W 1858, właścicielem budynku został Icek Blass z Góry Kalwarii. W pałacu urządzono „sale wiedeńskie”, gdzie odbywały się publiczne potańcówki. Prawdopodobnie w 1872 na piętrze pałacu powstała synagoga, która funkcjonowała tam do 1940. 
Nieremontowany pałac, przez wiek XIX i początki XX wieku podupadał. W 1928 Wacław Moszkowski przekształcił pałac na kamienicę czynszową, nadbudowując budynek o jedno piętro.
W 1938 nieruchomość kupił magistrat i wówczas podjęto decyzję o renowacji. Do realizacji planów nie doszło ze względu na wybuch II wojny światowej. Już w pierwszych dniach wojny doszło do zniszczenia pałacu. Podczas obrony Warszawy we wrześniu 1939 roku pałac został uszkodzony.
W latach 1947–1950 pałac odbudowano pod kierunkiem Tadeusza Żurowskiego. Wykorzystano klasycystyczny projekt Jakuba Hempla, obniżając gmach w porównaniu z 1939 rokiem o jedno piętro.
W 1970 zdecydowano o przesunięciu pałacu z pierwotnego miejsca w taki sposób, aby zasłonił halę Gwardii, a jego kolumnada zamknęła perspektywę głównej alei Ogrodu Saskiego. Według relacji środowiskowych pomysłodawcą operacji był Marian Spychalski, a opracował ją Aleksander Mostowski. Operacja obrotu trwała półtora miesiąca, od 30 marca do 18 maja 1970. Pałac odcięto od murów i fundamentów i na specjalnych kratownicach, po torach, powoli przesuwano na wyznaczone miejsce. W efekcie budowlę z powodzeniem obrócono o 74 stopnie (według innego źródła o 78 stopni). Po zakończeniu operacji pałac bez oficyn stanął prostopadle do Osi Saskiej. Przed pałacem ustawiono cztery kamienne lwy dłuta Jana Biernackiego stojące pierwotnie przed gmachem Ministerstwa Spraw Wojskowych przy ul. 6 sierpnia.
W 1985 roku przed pałacem wzniesiono monumentalny pomnik Poległym w Służbie i Obronie Polski Ludowej autorstwa Jana Bohdana Chmielewskiego, nazywany przez warszawiaków „pomnikiem utrwalaczy” lub „ubeliskiem”. Monument rozebrano w 1991 roku.
16 listopada 2010 r. przed pałacem Lubomirskich odsłonięto Pomnik Tadeusza Kościuszki ufundowany przez bank Citi Handlowy. Pomnik jest repliką pomnika autorstwa Antoniego Popiela, odsłoniętego w Waszyngtonie 9 maja 1910 r.
W pałacu swoje siedziby mają Business Centre Club, Centrum Prasowe Pałac Lubomirskich oraz Uczelnia Warszawska im. Marii Skłodowskiej-Curie.
Na fasadzie budynku (od strony wschodniej) znajduje się odsłonięta w marcu 1952 r.  tablica upamiętniająca obrzucenie 15 sierpnia 1943 granatami przez oddział Gwardii Ludowej tramwaju z hitlerowcami.